# کلیر لیک، شهرستان پیرس، واشینگتن
کلیر لیک (به انگلیسی: Clear Lake) یک منطقهٔ مسکونی در ایالات متحده آمریکا است که در واشینگتن واقع شده‌است. کلیر لیک ۲۳٫۵۸۸ کیلومتر مربع مساحت و ۱٬۴۱۹ نفر جمعیت دارد و ۲۵۳ متر بالاتر از سطح دریا واقع شده‌است.